# Hybanthus sylvicola
Hybanthus sylvicola là một loài thực vật có hoa trong họ Hoa tím. Loài này được Standl. & Steyerm. mô tả khoa học đầu tiên năm 1944.